# Napier Field
Napier Field – miasto w Stanach Zjednoczonych, w stanie Alabama, w hrabstwie Dale. W roku 2023 miasto zamieszkiwało 415 osób, a gęstość zaludnienia wynosiła 592,9 osoby/km².